# Успение Богородично (Фрурио)
Вижте пояснителната страница за други значения на Успение Богородично.
„Успение на Пресвета Богородица“ (на гръцки: Κοίμησης Θεοτόκου) е възрожденска православна църква в кожанското село Фрурио (Низиско), Егейска Македония, Гърция, част от Сервийската и Кожанска епархия.
Храмът е изграден в 1738 година. В него са съхранени ценни стенописи от XVIII век.
- Фреска от църквата
- Фреска от църквата